# Ai Ore!
Ai Ore! (japonês: 愛を歌うより俺に溺れろ!, Hepburn: Ai o Utau Yori Ore ni Oborero!) é uma série de mangás japonesa escrita por Mayu Shinjo. Em 2012, ela foi adaptada em um longa-metragem de live-action.

## Publicação
Escrito e ilustrado por Mayu Shinjo, Ai o Utau Yori Ore ni Oborero! foi publicado em formato de série na revista Shōjo Comic da Shogakukan. Seus capítulos foram compilados em cinco volumes tankōbon publicados de 26 de junho de 2006 a 26 de julho de 2007. Uma segunda série intitulada Ai Ore! –Love Me (愛俺! ～男子校の姫と女子校の王子～, Ai-Ore! Danshikō no Hime to Joshikō no Ōji) foi publicado pela revista Monthly Asuka da Kadokawa Shoten no formato tankōbon entre 22 de maio de 2008 e 22 de fevereiro de 2011. Ao publicar Ai Ore!, a Kadokawa Shoten também republicou a primeira série em três volumes de 23 de fevereiro a 22 de abril de 2010.
A Viz Media combinou as duas séries ao traduzir para o inglês, com a primeira série coletada nos três primeiros volumes e a segunda série compilada nos cinco livros restantes. O primeiro volume foi publicado em 3 de maio de 2011, enquanto o último foi lançado em 5 de fevereiro de 2013. A Viz também publicou uma edição digital de 17 de junho de 2011 a 8 de março de 2013. As duas séries também foram publicadas na Austrália pela Madman Entertainment, na França pela Pika Édition, e na Alemanha pela Egmont Manga & Anime.

### Versão da Shogakukan
- Volume 1 (ISBN 4091304702): 26 de junho de 2006.[1]
- Volume 2 (ISBN 4091305792): 26 de novembro de 2006.[16]
- Volume 3 (ISBN 4091307388): 21 de dezembro de 2006.[17]
- Volume 4 (ISBN 9784091310248): 26 de abril de 2007.[18]
- Volume 5 (ISBN 9784091311368): 26 de julho de 2007.[2]

### Versão da Kadokawa Shoten
- Volume 1 (ISBN 978-4-04-854437-5): 23 de fevereiro de 2010.[5]
- Volume 2 (ISBN 978-4-04-854446-7): 19 de março de 2010.[19]
- Volume 3 (ISBN 978-4-04-854469-6): 22 de abril de 2011.[6]
- Volume 4 (ISBN 978-4-04-854176-3): 22 de maio de 2008.[3]
- Volume 5 (ISBN 978-4-04-854229-6): 22 de agosto de 2008.[20]
- Volume 6 (ISBN 978-4-04-854289-0): 23 de fevereiro de 2009.[21]
- Volume 7 (ISBN 978-4-04-854438-2): 23 de fevereiro de 2010.[22]
- Volume 8 (ISBN 978-4-04-854592-1): 24 de fevereiro de 2011.[4]

### Versão da Viz Media
- Volume 1 (ISBN 978-1421538389): 3 de maio de 2011[8]
- Volume 2 (ISBN 978-1421538396): 2 de agosto de 2011.[23]
- Volume 3 (ISBN 978-1421538402): 1 de novembro de 2011.[24]
- Volume 4 (ISBN 978-1421538730): 7 de fevereiro de 2012.[25]
- Volume 5 (ISBN 978-1421538747): 1 de maio de 2012.[26]
- Volume 6 (ISBN 978-1421538761): 7 de agosto de 2012.[27]
- Volume 7 (ISBN 978-1421538389): 6 de novembro de 2012.[28]
- Volume 8 (ISBN 978-1421541990): 5 de fevereiro de 2013.[9]

## Recepção
Os volumes 1, 2, 4 e 5 da publicação inglesa da série foram apresentados em listas de 10 rankings de mangás mais vendidos, inclusive na lista do The New York Times.

## Adaptação em longa-metragem
Uma adaptação em longa metragem em formato live-action, que estava planejado para ser lançado no final de 2011, foi anunciado por Mayu Shinjo em seu blogue em julho de 2011. Em janeiro de 2012, foi revelado que Karam da banda K-pop DGNA e a atriz Ito Ōno atuaria no filme. O filme estreou em 25 de agosto de 2012 e duas mil cópias de um "mini-quadrinho especial" pela própria Shinjo foram distribuídos. O filme foi dirigido por Sakurako Fukuyama e sua música tema, "Ikenai 1-2-3", interpretada pela DGNA.